# Goryczka żółta

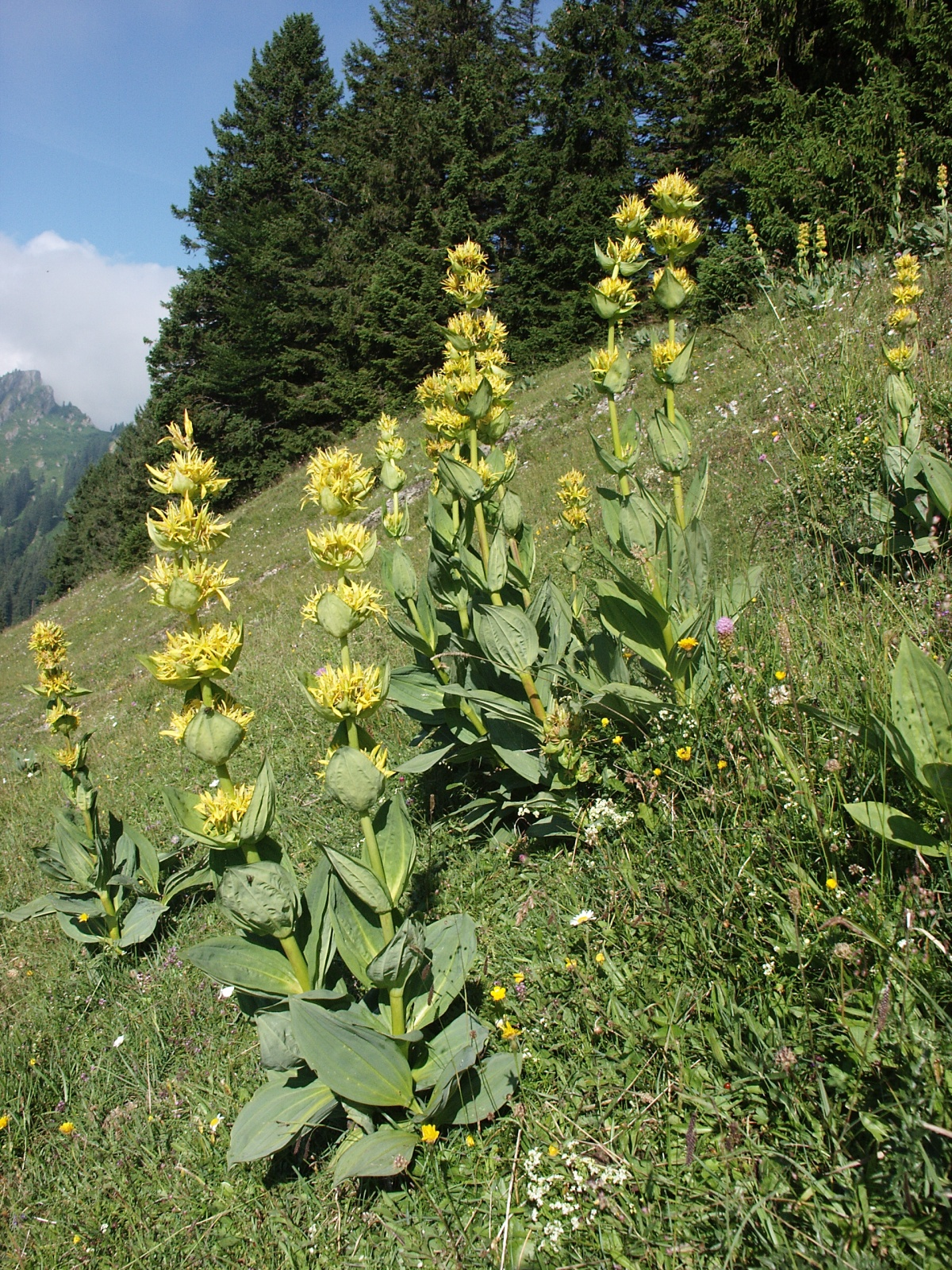
Gentiana lutea, Alpy

Goryczka żółta (Gentiana lutea L. 1753) – gatunek rośliny wieloletniej należący do rodziny goryczkowatych. Występuje w górach południowej i środkowej Europy oraz na Kaukazie. w Alpach jest rośliną pospolitą. W Polsce nie udokumentowano jej występowania. Dziko występuje wyłącznie w pasmie Karpat Wschodnich, na Babiej Górze jest gatunkiem introdukowanym. Gdzieniegdzie uprawia się ją dla potrzeb przemysłu farmaceutycznego. Jednak jej uprawa jest bardzo trudna, dlatego większość używanego w Polsce surowca pochodzi z importu z krajów, w których jest pospolita i nie podlega ochronie prawnej (głównie Albania).

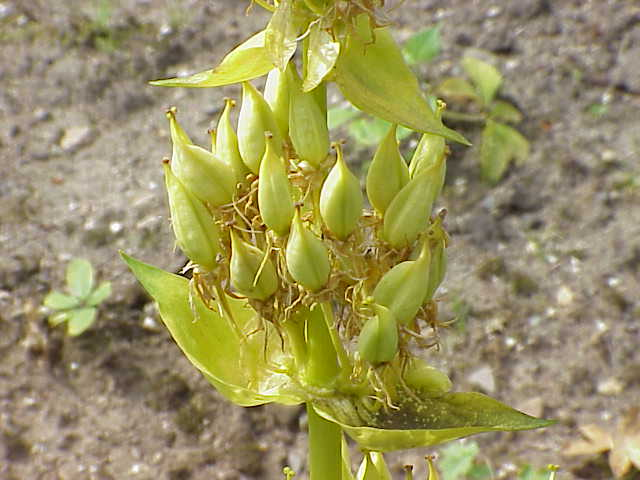
Torebki z nasionami

## Morfologia
Część podziemnaPosiada bardzo gruby i rozgałęziony korzeń szaro-białej barwy, oraz krótkie, mięsiste kłącze.
ŁodygaNierozgałęziona, wzniesiona i pusta w środku łodyga osiąga wysokość 1 m. Wyrasta ona dopiero w trzecim lub czwartym roku po wykiełkowaniu nasienia. Z jednego korzenia wyrasta jedna, lub kilka łodyg.
LiścieW drugim lub trzecim roku po wykiełkowaniu nasienia pojawia się tylko różyczka przyziemnych liści. Są one duże, ciemnozielone, całobrzegie, o szerokoeliptycznej blaszce liściowej i unerwieniu niemal równoległym. Gdy za rok, lub dwa wyrośnie łodyga kwiatowa, również ona ma ustawione naprzeciwlegle liście. Dolne liście na łodydze przewężają się w krótki ogonek, górne liście są bezogonkowe i obejmują łodygę blaszką liściową.
KwiatyJaskrawożółte kwiaty wyrastają w górnej części łodygi na długich szypułkach w postaci gęstego okółka w kątach liści.
OwocEliptyczna torebka. Zawiera ona liczne i drobne nasiona brązowej barwy.
KorzeńPowierzchnia jest brunatnawoszara, a barwa przekroju poprzecznego żółtawa lub czerwonawożółta, lecz nie czerwonawobrunatna. Korzeń jest podłużnie pomarszczony z występującymi niekiedy bliznami po korzonkach. Na rozgałęzieniach kłącza często występują szczytowe pąki zawsze otoczone przez blisko rozmieszczone blizny po liściach. Na wygładzonej powierzchni przekroju poprzecznego widoczna jest kora, zajmująca około ⅓ promienia, oddzielona dobrze zaznaczoną miazgą od niewyraźnie promienistego i głównie miękkiszowego drewna.

## Biologia i ekologia
Bylina, hemikryptofit. Jej rozwój trwa bardzo długo: zakwita dopiero po 10-15 latach od pojawienia się różyczki przyziemnych liści. Rośnie na górskich zboczach, pastwiskach, na mokrych łąkach. Preferuje podłoże wapienne.

## Zastosowanie

### Roślina lecznicza
Własności lecznicze goryczki odkrył starożytny lekarz Gentius.
Surowiec zielarskiKorzeń goryczki ( Gentianae radix) – wysuszone, połamane podziemne narządy.
Zbiór i suszenieZbiera się go jesienią z kilkuletnich, dobrze rozrośniętych okazów, myje i suszy. Jest on bardzo gorzki i zawiera kilka związków chemicznych o działaniu leczniczym: gencjopikryna, gencjanina i gencjomaryna, cukry, śluz, pektyny, olejki eteryczne, sole mineralne. Właściwości lecznicze mają wszystkie gatunki goryczek.
DziałanieSubstancje goryczkowe zawarte w korzeniu drażnią kubki smakowe na języku, pobudzają wydzielanie soków żołądkowych, śliny, żółci, przy czym działanie to jest tym silniejsze, im bardziej chory jest układ pokarmowy. Pomaga przy nadkwasocie i niedokwasocie, braku apetytu, zaburzeniach trawienia, działa też ogólnie wzmacniająco na organizm. Używa się jej przed jedzeniem, w postaci odwaru lub spirytusowej nalewki, można też spożywać mielone korzenie (w ilości nie większej, niż na czubku noża). Często wchodzi w skład różnych mieszanek ziołowych i lekarstw. Preparaty z goryczki nie mogą być używane przez cierpiących na chorobę wrzodową żołądka.

### Inne zastosowania
Używana jest w krajach alpejskich jako jeden z dodatków smakowych do produkcji niektórych wódek, wina wermut.